# Dorfkirche Milow (Uckerland)

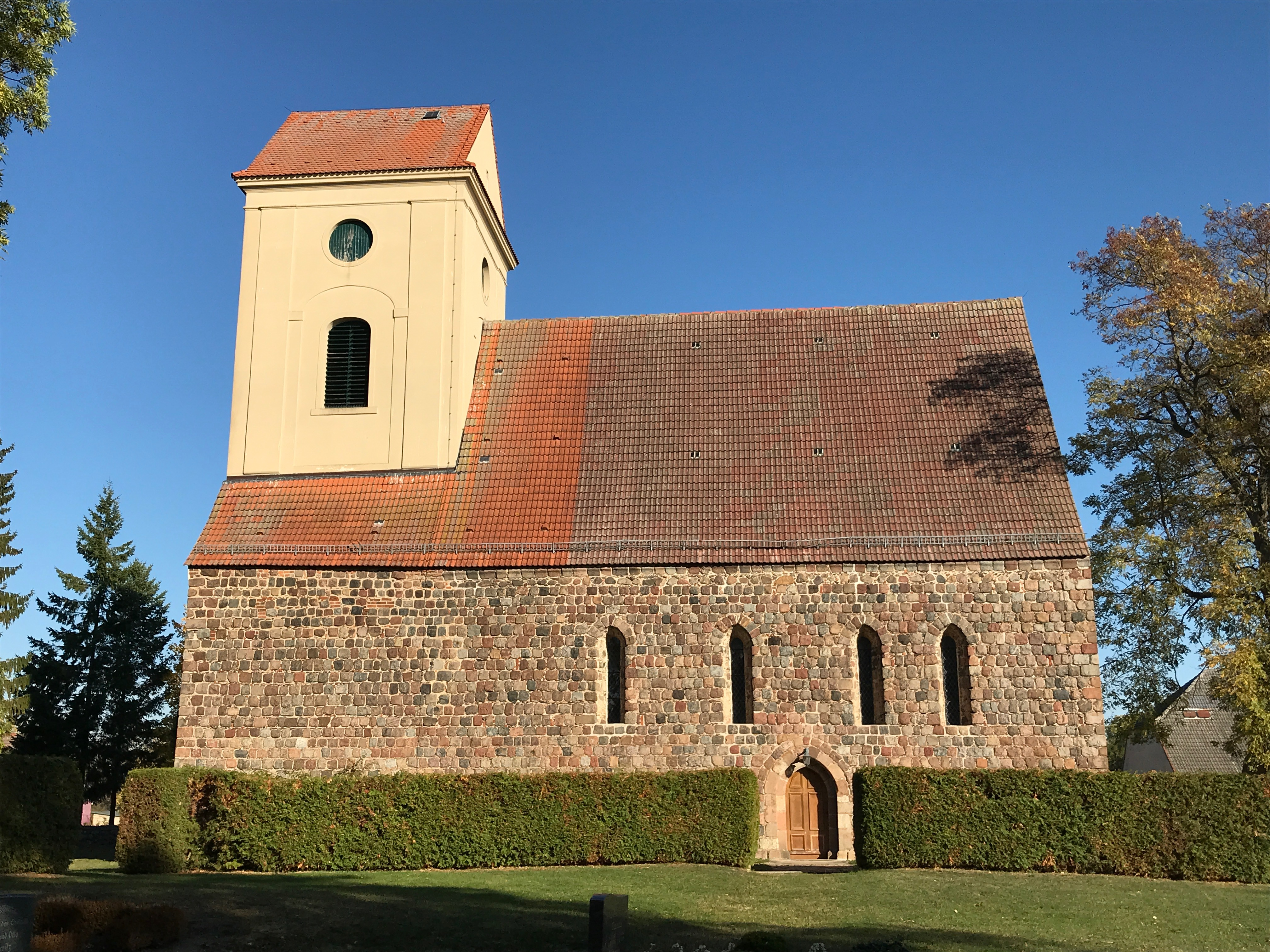
Dorfkirche Milow

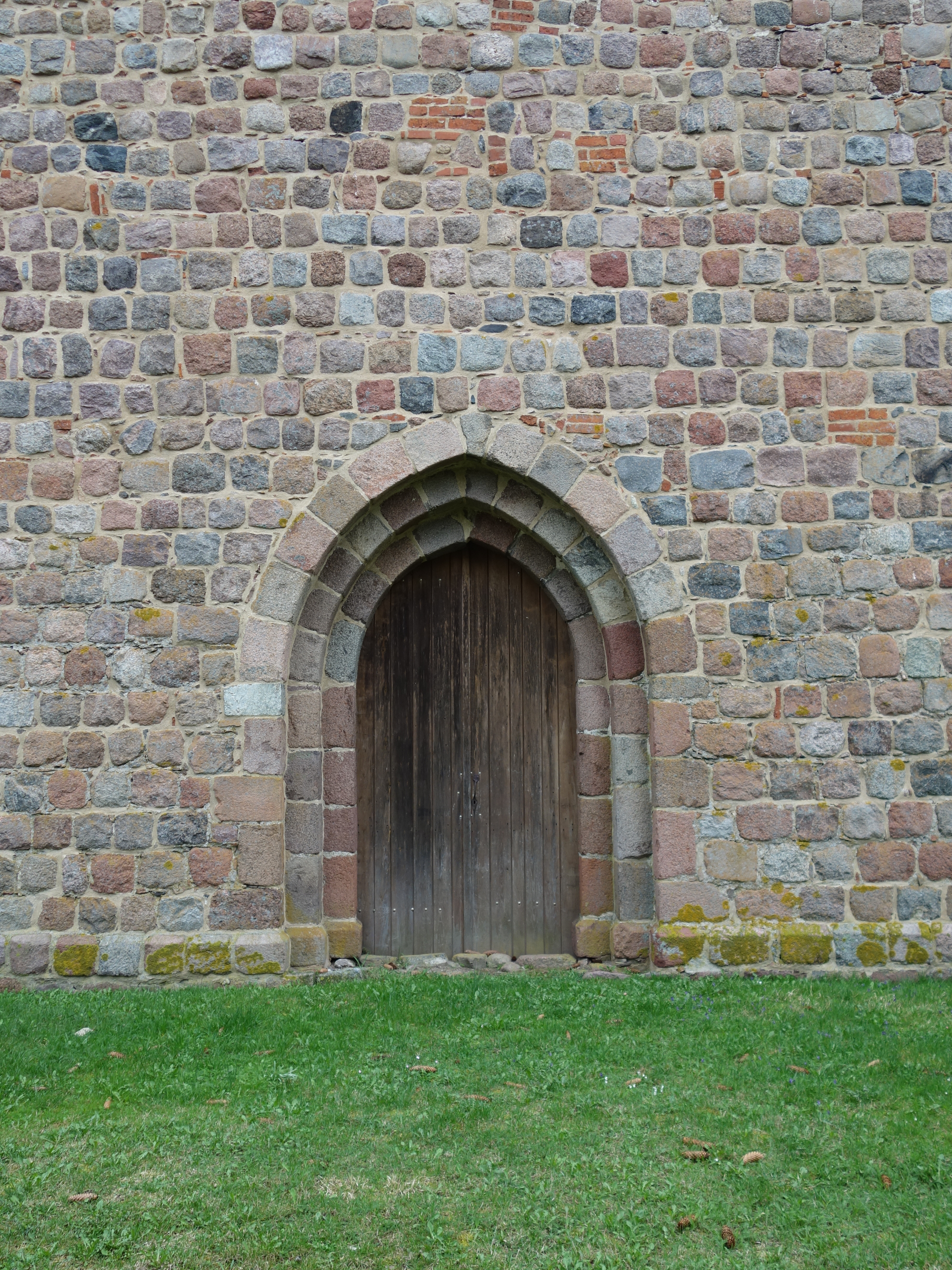
Westportal

Die evangelische Dorfkirche Milow ist eine gotische Saalkirche im Ortsteil Milow der Gemeinde Uckerland im Landkreis Uckermark in Brandenburg. Sie gehört zur Kirchengemeinde Milow in der Propstei Pasewalk im Pommerschen Evangelischen Kirchenkreis der Evangelisch-Lutherischen Kirche in Norddeutschland (Nordkirche).

## Geschichte und Architektur
Das Bauwerk ist eine Saalkirche in Feldsteinmauerwerk mit schiffsbreitem Turm und tonnengewölbter Nordsakristei aus der zweiten Hälfte des 13. Jahrhunderts, die sorgfältig ausgeführten Einzelformen sind im ursprünglichen Zustand erhalten. Der verputzte quadratische Turmaufsatz mit Lisenen und Satteldach  wurde zu Beginn des 18. Jahrhunderts erbaut. Das Bauwerk hat einen geschrägten Sockel und ein gekehltes Traufgesims. Ein zweifach gestuftes Portal erschließt die Kirche von Westen, weitere Spitzbogenportale von Norden und Süden. Die Lanzettfenster des Schiffs sind kurz, die Fenster der gestaffelten Dreifenstergruppe im Osten weiter heruntergezogen. Der Ostgiebel aus Backstein stammt aus dem 15. Jahrhundert und ist von schmalen Blenden mit Halbbogenabschluss gegliedert. Innen ist das Bauwerk mit einer Balkendecke abgeschlossen. Unter jüngeren Tünche wurden umfangreiche Reste spätmittelalterlicher Wandmalerei gefunden, an der Ostwand wurden bisher freigelegt: eine Darstellung des Heiligen Christophorus und die Geißelung, die Maßwerkfriese und Ranken sind denen in der Dorfkirche Lübbenow ähnlich. Die Spitzbogenöffnung zum Turm vermauert; der Turmraum ist tonnengewölbt, im Süden und Westen führt eine Mauertreppe zum Obergeschoss.
In der Feldsteinmauer des Kirchhofs ist ein Backsteinportal mit Rundbogenöffnung aus dem 16. Jahrhundert eingebaut.

## Ausstattung
Das Hauptstück der Ausstattung ist ein hölzerner Kanzelaltar mit Schranken vom Anfang des 18. Jahrhunderts, der Kanzelkorb mit Ecksäulchen wurde in der ersten Hälfte des 17. Jahrhunderts geschaffen. Die Westempore datiert ebenfalls vom Anfang des 18. Jahrhunderts. 
Ein Kelch und eine Patene, beide silbervergoldet, stammen aus dem Jahr 1730. Eine Taufschale aus Messing wurde 1657 geschaffen, eine zinnerne Schale im 18. Jahrhundert. Ein eisernes Leuchterpaar stammt aus den Jahren zwischen 1820/1830. Eine Glocke wurde 1712 von Johann Jacob Schulz aus Berlin gegossen. Zwei gerahmte Totenkränze tragen die Jahreszahlen 1835 und 1855.
Die Orgel ist ein Werk von Barnim Grüneberg aus dem Jahr 1897 mit sieben Registern auf einem Manual und Pedal.